# Aritranis nigrifemur
Aritranis nigrifemur là một loài tò vò trong họ Ichneumonidae.